# Héctor Cúper
Héctor Raúl Cúper (* 16. listopadu 1955 Chabás, provincie Santa Fé) je argentinský fotbalový trenér a bývalý hráč. Pochází z rodiny anglických přistěhovalců jménem Cooper.
Jako obránce působil v klubu Ferro Carril Oeste, s nímž získal argentinský titul v letech 1982 a 1984. Odehrál rovněž tři zápasy za národní tým, jeho předností byla hra hlavou. Později hrál za další klub z Buenos Aires CA Huracán, kde také začínal jako trenér a dovedl tým k zisku druhého místa v ligovém ročníku 1994. S týmem CA Lanús vyhrál Copa CONMEBOL 1996, později odešel do Španělska. RCD Mallorca dovedl k historickým úspěchům, jako bylo třetí místo v lize a postup do Ligy mistrů, vítězství v Supercopa de España 1998 a účast ve finále PVP 1998/99. V roce 1999 získal cenu časopisu Don Balón pro nejlepšího trenéra španělské ligy. Poté působil ve Valencii a s týmem bez velkých hvězd dokázal postoupit do finále Ligy mistrů v letech 2000 a 2001, jeho mužstvo také vzbuzovalo uznání svým atraktivním kombinačním fotbalem. V roce 2001 odešel do FC Internazionale Milano, s nímž v roce 2003 získal druhé místo v Serii A a postoupil do semifinále Ligy mistrů. Později vystřídal množství dalších klubů, ale již bez výraznějšího úspěchu. V březnu 2015 podepsal smlouvu jako hlavní trenér egyptské reprezentace.